# Marie Trintignant
Marie Trintignant (Boulogne-Billancourt, 21 januari 1962 - Neuilly-sur-Seine, 1 augustus 2003) was een Frans actrice.

## Biografie
Marie Trintignant werd in 1962 geboren als dochter van filmregisseur Nadine Marquand en acteur Jean-Louis Trintignant. Ze begon haar carrière op vierjarige leeftijd met een rol aan de zijde van haar vader in de film Mon amour, mon amour, geregisseerd door haar moeder die verder door het leven gaat als Nadine Trintignant. Tussen 1971 en 1995 acteerde ze in nog zes films onder de regie van haar moeder.
Haar acteercarrière kwam pas echt op gang toen ze op zestienjarige leeftijd acteerde in de film Série noire van Alain Corneau, die in 1979 in de bioscoop kwam en genomineerd werd voor vijf Césars. In de jaren tachtig brak ze door met rollen in films van Claude Chabrol: in 1988 speelde ze naast Isabelle Huppert in Une affaire de femmes en in 1992 had ze een hoofdrol in Betty.
Trintignant werd in totaal vijf maal genomineerd voor een César: in 1989  voor Une affaire de femmes (beste vrouwelijke bijrol), in 1994 voor Les Marmottes (beste vrouwelijke bijrol), in 1997 voor Le Cri de la soie (beste actrice), in 1998 voor Le Cousin (beste vrouwelijke bijrol) en in 1999 voor Comme elle respire (beste actrice).
Marie Trintignant overleed op 1 augustus 2003 aan een hersenoedeem ten gevolge van de slagen en verwondingen die haar partner, de Franse zanger Bertrand Cantat van de band Noir Désir, haar in de nacht van 26 op 27 juli in een hotelkamer in Vilnius, Litouwen, had toegebracht. Cantat werd hiervoor veroordeeld tot 8 jaar gevangenisstraf waarvan hij er vier uitzat. Hij kwam vroeger vrij omwille van 'goed gedrag'.

## Filmografie

### Cinéma
- Mon amour, mon amour (1967)
- Ça n'arrive qu'aux autres (1971)
- Défense de savoir (1973)
- Le Voyage de noces (1976)
- Série noire (1979)
- Premier Voyage (1979)
- La terrazza (1980)
- Un matin rouge (1981)
- Eaux profondes (1981)
- Les Îles (1983)
- L'Été prochain (1985)
- Noyade interdite (1987)
- La Maison de Jeanne (1988)
- Une affaire de femmes (1988)
- Wings of Fame (1990)
- Nuit d'été en ville (1990)
- Alberto Express (1990)
- Les Amants du Pont-Neuf (1991 - stem)
- Contre l'oubli (documentaire, 1991
- Betty (1992)
- L'Instinct de l'ange (1993)
- Cible émouvante (1993)
- Les Marmottes (1993)
- Les Apprentis (1995)
- Fugueuses (1995)
- Des nouvelles du bon Dieu (1996)
- Le Cri de la soie (1996)
- Ponette (1996)
- Portraits chinois (1996)
- Les Démons de Jésus (1997)
- ...Comme elle respire (1998)
- Le Cousin (1998)
- Promenons-nous dans les bois(2000)
- Le Prince du Pacifique (2000)
- Harrison's Flowers (2000)
- Les blancs (2000)
- Sur la pointe du cœur (2001 - stem)
- Una lunga, lunga, lunga notte d'amore (2002)
- Petites Misères (2002)
- Total Khéops (2002)
- Corto Maltese : La Cour secrète des Arcanes (2002 - stem)
- Lo, un jour où il y aura la nuit (2002 - stem)
- Ce qu'ils imaginent (2002)
- Le Beau Sexe (2003)
- Les Marins perdus (2003)
- Janis et John (2003)

### Korte films
- Femme fidèle (1985)
- Paulette et son prince (1986)
- Gorille, mon ami (1996)
- Elle grandit si vite (1999)

### Televisie
- Madame le juge (episode L'Innocent, 1977)
- La Groupie (1984)
- Médecins des hommes (1988)
- La Garçonne (1988)
- Sueurs froides (episode À la mémoire d'un ange) (1988)
- Les Jupons de la Révolution : Marat (1989)
- Rêveuse jeunesse (1993)
- Arrêt d'urgence (1994)
- Le Misanthrope (1994)
- L'Insoumise (1996)
- Le Secret d'Iris (1996)
- La Famille Sapajou (1997)
- Victoire, ou la douleur des femmes (2000)
- Colette, une femme libre (2003)

## Prijzen en nominaties
De belangrijkste:
| Jaar | Prijs                                   | Categorie                | Genomineerde(n)       | Uitslag     |
| ---- | --------------------------------------- | ------------------------ | --------------------- | ----------- |
| 1999 | César                                   | Beste actrice            | ...Comme elle respire | Genomineerd |
| 1998 | César                                   | Beste vrouwelijke bijrol | Le Cousin             | Genomineerd |
| 1997 | César                                   | Beste actrice            | Le Cri de la soie     | Genomineerd |
| 1994 | César                                   | Beste vrouwelijke bijrol | Les Marmottes         | Genomineerd |
| 1992 | Internationaal fimfestival van Taormina | Beste actrice            | Betty                 | Gewonnen    |
| 1989 | César                                   | Beste vrouwelijke bijrol | Une Affaire de femmes | Genomineerd |